# Bürgermeisterei Kastellaun
Die Bürgermeisterei Kastellaun (auch: Bürgermeisterei Castellaun) war eine von sechs preußischen Bürgermeistereien, in welche sich der 1816 gebildete Kreis Simmern im Regierungsbezirk Koblenz verwaltungsmäßig gliederte. Von 1822 an gehörte die Region zu der in dem Jahr neu gebildeten Rheinprovinz. Der Verwaltung der Bürgermeisterei unterstanden 26 Landgemeinden. Der Verwaltungssitz war in der Stadt Kastellaun im heutigen Rhein-Hunsrück-Kreis in Rheinland-Pfalz.
1927 wurde die Bürgermeisterei Kastellaun in Amt Kastellaun (Amt Castellaun) umbenannt. Dieses ging 1968 in der Verbandsgemeinde Kastellaun auf.

## Gemeinden und zugehörende Ortschaften
Zur Bürgermeisterei Kastellaun gehörten folgende Gemeinden, Ortschaften und Wohnplätze (Einwohnerzahlen Stand 1885; Ortsnamen in heutiger Schreibweise):
- Alterkülz (392 Einwohner) mit der Osterkülzmühle, der Hackenmühle und dem Wohnplatz Schmelz
- Bell (471 E.) mit dem Rothenberger Hof und zwei Mühlen
- Beltheim (613 E.) mit der Olbermannsmühle und der Schmausemühle
- Buch (759 E.) mit der Dickenmühle und der Sabelsmühle
- Dorweiler (158 E.; seit 1974 Ortsteil von Dommershausen) mit dem Schloss Waldeck und dem Steffenshof
- Ebschied (200 E.; seit 1974 Ortsteil von Braunshorn)
- Frankweiler (253 E.; seit 1974 Ortsteil von Beltheim)
- Gödenroth (484 E.)
- Hasselbach (242 E.)
- Heyweiler (191 E.; seit 1974 Ortsteil von Beltheim)
- Hollnich (169 E.)
- Hundheim (166 E.; seit 1974 Ortsteil von Bell)
- Kastellaun (1.320 E.) mit der Grundmühle und dem Forsthaus Kastellaun
- Korweiler (175 E.)
- Krastel (239 E.; seit 1974 Ortsteil von Bell)
- Leideneck (305 E.; seit 1974 Ortsteil von Bell)
- Mannebach (120 E.; seit 1974 Ortsteil von Beltheim)
- Michelbach (217 E.) mit der Junkersmühle
- Mörz (132 E.; seit 1974 Ortsteil von Buch) mit der Reifenmühle
- Roth (316 E.) mit dem Weiler Gammelshausen
- Sabershausen (359 E.; seit 1974 Ortsteil von Dommershausen) mit der Sabelsmühle
- Sevenich (532 E.; seit 1974 Ortsteil von Beltheim) mit dem Dorf Schnellbach und zwei Mühlen
- Spesenroth (188 E.)
- Uhler (403 E.) mit der Gräfenmühle, der Junkersmühle und der Sulzmühle
- Völkenroth (297 E.; seit 1974 Ortsteil von Bell) mit einem Chausseehaus
- Wohnroth (168 E.; seit 1974 Ortsteil von Bell)

Die später eigenständigen Gemeinden Gammelshausen und Schnellbach waren im preußischen Gemeindelexikon von 1888 noch als zugehörende Wohnplätze verzeichnet:
- Gammelshausen (64 E.) gehörte zur Gemeinde Roth, seit 1959 Ortsteil von Hollnich
- Schnellbach (224 E.) gehörte zur Gemeinde Sevenich, seit 1974 Ortsteil von Beltheim

## Geschichte
Die Gemeinden im Bürgermeistereibezirk Kastellaun gehörten zum Ende des 18. Jahrhunderts zu sechs unterschiedlichen Territorien, wobei der Hauptanteil auf die Hintere Grafschaft Sponheim und das Amt Kastellaun entfiel. Im Jahr 1794 hatten französische Revolutionstruppen das Linke Rheinufer besetzt. Unter der französischen Verwaltung gehörte das Gebiet von 1798 bis 1814 zum Arrondissement Simmern (Kanton Kastellaun), das dem Rhein-Mosel-Departement zugeordnet war. Nach dem Pariser Frieden (1814) wurde die Region zunächst der Gemeinschaftlichen Landes-Administrations-Kommission mit Sitz in Kreuznach unterstellt, die unter der Verwaltung von Österreich und Bayern stand.

### Bürgermeisterei Kastellaun
Aufgrund der Beschlüsse auf dem Wiener Kongress wurde 1815 das Rhein-Mosel-Departement dem Königreich Preußen zugeordnet. Unter der preußischen Verwaltung wurden 1816 Regierungsbezirke und Kreise neu gebildet. Die Bürgermeisterei Kastellaun war dem Kreis Simmern und dem Regierungsbezirk Koblenz (damals „Regierungsbezirk Coblenz“) in der Provinz Großherzogtum Niederrhein (1822 Rheinprovinz) zugeordnet. Die Bürgermeisterei Kastellaun umfasste im Wesentlichen die beiden vorherigen Mairies Kastellaun und Gödenroth.
Zur Mairie Kastellaun hatten die Gemeinden Alterkülz, Bell, Buch, Haserich, Hasselbach, Hundheim, Kastellaun, Krastel, Leideneck, Michelbach, Mörz, Spesenroth, Völkenroth und Wohnroth gehört; Haserich wurde ausgegliedert und kam zunächst zur Bürgermeisterei Senheim, später zur Bürgermeisterei Blankenrath im Kreis Zell. Zur Mairie Gödenroth hatten Beltheim, Braunshorn, Dorweiler, Dudenroth, Ebschied, Frankweiler, Gödenroth, Heyweiler, Hollnich, Korweiler, Mannebach, Mörsdorf, Roth, Sabershausen, Sevenich und Uhler gehört; Braunshorn und Dudenroth wurden der Bürgermeisterei Pfalzfeld im Kreis Sankt Goar, Mörsdorf wurde der Bürgermeisterei Treis im Kreis Cochem zugeordnet.
Der Verwaltungssitz war in der namensgebenden Gemeinde Kastellaun.

### Amt Kastellaun
So wie alle Bürgermeistereien in der Rheinprovinz wurde die Bürgermeisterei Kastellaun (Bürgermeisterei Castellaun) 1927 in „Amt Kastellaun“ (Amt Castellaun) umbenannt. Im Zuge der ersten rheinland-pfälzischen Verwaltungsreform wurden 1968 alle Ämter in den Regierungsbezirken Koblenz und Trier in Verbandsgemeinden umgewandelt. Aus dem Amt Kastellaun wurde die Verbandsgemeinde Kastellaun gebildet. Hinsichtlich der zugehörenden Gemeinden und der zugehörigkeit zum Landkreis Simmern ergaben sich bis 1968, im Vergleich zu 1816, keine Veränderungen.

### Frühere Zugehörigkeiten
Die nachfolgende Tabelle ermöglicht einen Überblick über die vorherigen Zugehörigkeiten der Gemeinden der Bürgermeisterei Kastellaun:
| Gemeinde     | Territorium vor 1792                     | Kanton, Mairie vor 1815 | Kirchliche Zugehörigkeit                        |
| ------------ | ---------------------------------------- | ----------------------- | ----------------------------------------------- |
| Alterkülz    | Grafschaft Sponheim, Amt Kastellaun      | Kastellaun, Kastellaun  | Alterkülz (luth.)                               |
| Bell         | Grafschaft Sponheim, Amt Kastellaun      | Kastellaun, Kastellaun  | Bell (luth.)                                    |
| Beltheim     | Kurtrier, Amt Baldeneck                  | Kastellaun, Gödenroth   | Beltheim (kath.)                                |
| Buch         | Grafschaft Sponheim, Amt Kastellaun      | Kastellaun, Kastellaun  | Uhler (luth.), Buch (kath.)                     |
| Dorweiler    | Herrschaft Waldeck                       | Kastellaun, Gödenroth   | Mannebach (kath.), ab 1809 Beltheim (kath.)     |
| Ebschied     | Fürstentum Simmern, Oberamt Simmern      | Kastellaun, Gödenroth   | Horn (ref.), Laubach (kath.)                    |
| Frankweiler  | Kurtrier, Amt Baldeneck                  | Kastellaun, Gödenroth   | Beltheim (kath.)                                |
| Gödenroth    | Grafschaft Sponheim, Amt Kastellaun      | Kastellaun, Gödenroth   | Gödenroth (luth.)                               |
| Hasselbach   | Grafschaft Sponheim, Amt Kastellaun      | Kastellaun, Kastellaun  | Bell (luth.)                                    |
| Heyweiler    | Grafschaft Sponheim, Amt Kastellaun      | Kastellaun, Gödenroth   | Gödenroth (luth.), Sevenich (kath.)             |
| Hollnich     | Grafschaft Katzenelnbogen, Amt Rheinfels | Kastellaun, Gödenroth   | Gödenroth (luth.)                               |
| Hundheim     | Grafschaft Sponheim, Amt Kastellaun      | Kastellaun, Kastellaun  | Bell (luth.)                                    |
| Kastellaun   | Grafschaft Sponheim, Amt Kastellaun      | Kastellaun, Kastellaun  | Kastellaun (luth.), Kastellaun (kath.)          |
| Korweiler    | Herrschaft Waldeck                       | Kastellaun, Gödenroth   | Mannebach (kath.), ab 1809 Sabershausen (kath.) |
| Krastel      | Grafschaft Sponheim, Amt Kastellaun      | Kastellaun, Kastellaun  | Bell (luth.), Kastellaun (kath.)                |
| Leideneck    | Grafschaft Sponheim, Amt Kastellaun      | Kastellaun, Kastellaun  | Bell (luth.), Kastellaun (kath.)                |
| Mannebach    | Herrschaft Waldeck                       | Kastellaun, Gödenroth   | Mannebach (kath.), ab 1809 Beltheim (kath.)     |
| Michelbach   | Grafschaft Sponheim, Amt Kastellaun      | Kastellaun, Kastellaun  | Alterkülz (luth.)                               |
| Mörz         | Grafschaft Sponheim, Amt Kastellaun      | Kastellaun, Kastellaun  | Uhler (luth.), Buch (kath.)                     |
| Roth         | Grafschaft Sponheim, Amt Kastellaun      | Kastellaun, Gödenroth   | Gödenroth (luth.)                               |
| Sabershausen | Kurtrier, Amt Baldeneck                  | Kastellaun, Gödenroth   | Sabershausen (kath.)                            |
| Schnellbach  | Grafschaft Sponheim, Amt Kastellaun      | Kastellaun, Gödenroth   | Gödenroth (luth.), Sevenich (kath.)             |
| Sevenich     | Herrschaft Herresbach                    | Kastellaun, Gödenroth   | Sevenich (kath.)                                |
| Spesenroth   | Grafschaft Sponheim, Amt Kastellaun      | Kastellaun, Kastellaun  | Bell (luth.)                                    |
| Uhler        | Grafschaft Sponheim, Amt Kastellaun      | Kastellaun, Gödenroth   | Uhler (luth.)                                   |
| Völkenroth   | Grafschaft Sponheim, Amt Kastellaun      | Kastellaun, Kastellaun  | Bell (luth.), Kastellaun (kath.)                |
| Wohnroth     | Grafschaft Sponheim, Amt Kastellaun      | Kastellaun, Kastellaun  | Bell (luth.)                                    |

1. 1 2 3 4  Hintere Grafschaft Sponheim, Amt Kastellaun, Hasselbacher Pflege
2. 1 2 3 4 5 6  Hintere Grafschaft Sponheim, Amt Kastellaun, äußere Bürgerschaft
3. 1 2  Kurfürstentum Trier, Amt Baldeneck, Beltheimer Gericht
4. 1 2  Hintere Grafschaft Sponheim, Amt Kastellaun, Hirtische Pflege
5. 1 2 3  Herrschaft Waldeck, gehörte den Freiherren Boos von Waldeck
6. ↑  Fürstentum Pfalz-Simmern, Oberamt Simmern, Schultheißerei Laubach
7. ↑  Kurfürstentum Trier, Amt Baldeneck, Gericht Frankweiler
8. 1 2  Hintere Grafschaft Sponheim, Amt Kastellaun, Heyweiler Pflege
9. ↑  Niedere Grafschaft Katzenelnbogen, Amt Rheinfels, Vogtei Pfalzfeld
10. ↑  Hintere Grafschaft Sponheim, Amt Kastellaun, innere Bürgerschaft
11. 1 2 3  Hintere Grafschaft Sponheim, Amt Kastellaun, Leidenecker Pflege
12. ↑   Herrschaft Herresbach, gehörte den Freiherren Waldbott von Bassenheim

## Statistiken
Nach der „Topographisch-Statistischen Beschreibung der Königlich Preußischen Rheinprovinz“ aus dem Jahr 1830 gehörten zur Bürgermeisterei Kastellaun eine Stadt, 25 Dörfer, ein Weiler, zwei einzeln stehende Höfe und 25 Mühlen. Im Jahr 1817 wurden insgesamt 6.286 Einwohner gezählt; 1828 waren es 7.085 Einwohner, darunter 3.435 männliche und 3.650 weibliche; 3.658 der Einwohner gehörten dem evangelischen und 3.427 dem katholischen Glauben an. In Kastellaun gab es eine Simultankirche und eine katholische Kapelle; evangelische Kirchen gab es in Alterkülz, Bell, Gödenroth und Uhler; katholische Pfarrkirchen gab es in Beltheim, Buch, Mannebach, Sabershausen und Sevenich. 1843 gab es in Alterkülz, Bell, Gödenroth, Hasselbach, Heyweiler, Hundheim, Kastellaun, Leideneck, Roth, Spesenroth, Uhler, Völkenroth und Wohnroth evangelische Elementarschulen, katholische Elementarschulen gab es in Beltheim, Buch, Dorweiler, Ebschied, Frankweiler, Kastellaun. Mannebach, Mörz, Sabershausen, Sevenich und Völkenroth.
Weitere Details entstammen dem „Gemeindelexikon für das Königreich Preußen“ aus dem Jahr 1888, das auf den Ergebnissen der Volkszählung vom 1. Dezember 1885 basiert. Im Verwaltungsgebiet der Bürgermeisterei Kastellaun lebten insgesamt 8.869 Einwohner in 1.742 Häusern und 1.789 Haushalten; 4.335 der Einwohner waren männlich und 4.534 weiblich. Bezüglich der Religionszugehörigkeit waren 4.595 der Einwohner evangelisch und 4.240 katholisch, die 34 Einwohner jüdischen Glaubens wohnten hauptsächlich in Kastellaun.
1885 betrug die Gesamtfläche der zur Bürgermeisterei gehörenden Gemeinden 12.158 Hektar, davon waren 5.165 Hektar Ackerland, 2.072 Hektar Wiesen und 4.325 Hektar Wald.